# 小城市立牛津小学校
小城市立牛津小学校（おぎしりつ うしづしょうがっこう）は佐賀県小城市牛津町柿樋瀬にある市立小学校。

## 概要
歴史
1874年（明治7年）創立。数回の改組・改称を経て、現校名になったのは2005年（平成17年）。2019年（令和元年）には創立145周年を迎えた。

校歌
歌詞は2番まであり、歌詞中に校名は登場しない。
通学区域
住所表記で「小城市牛津町」の後に「牛津、柿樋瀬、乙柳、勝」が続く地域。
中学校区は小城市立牛津中学校。

## 沿革
- 1874年（明治8年）- 「小城郡牛津作新小学校」が創立。
  - 創立当時の校地は牛津（現・佐賀県立牛津高等学校所在地）であった。
- 1886年（明治19年）- 小学校令の施行により、尋常科（4年制）を設置の上、「尋常牛津小学校」に改称。
  - 県立の高等小学校が併置される（後に廃止）。
- 1887年（明治20年）4月1日 - 時習小学校（現小城市立砥川小学校）から高等科の生徒の教授を委託される。
- 1889年（明治22年）4月1日 - 町村制の施行により、牛津村が発足。
- 1890年（明治23年）-「牛津尋常小学校」に改称。
- 後に高等科を併置の上、「牛津尋常高等小学校」に改称。
- 1908年（明治41年）- 小学校令の改正により、義務教育年限（尋常科の修業年限）が4年から6年に延長される。
- 1941年（昭和16年）4月1日 - 国民学校令の施行により、「牛津国民学校」と改称。
- 1947年（昭和22年）4月1日 - 学制改革により、「牛津村立牛津小学校」と改称。
- 1952年（昭和27年）- 柿樋瀬（現在地）に新校舎が完成。
- 1953年（昭和28年）- 講堂が完成。
- 1956年（昭和31年）9月30日 - 町制施行により、「牛津町立牛津小学校」に改称。
- 1963年（昭和38年）- プールが完成。
- 1980年（昭和50年）- 創立100周年記念式典を挙行。運動場を拡張。
- 1984年（昭和59年）- 校舎を解体。
- 1965年（昭和60年）- 鉄筋コンクリート造3階建ての新校舎が完成。
- 1997年（平成9年）- プールが完成。
- 2005年（平成17年）3月1日 - 市町合併により、「小城市立牛津小学校」（現校名）に改称。
- 2017年（平成29年）- 南教室棟、エレベーター棟、北教室棟、体育館が完成。

## 交通
最寄りの鉄道駅
- JR九州 長崎本線「牛津駅」

最寄りのバス停留所
- 祐徳バス 「牛津駅前」バス停

最寄りの幹線道路
- 佐賀県道42号小城牛津線 「牛津小学校前」交差点